# Stridsfordonsskytt, förare
Stridsfordonsskytt, förare (GC902) är inom Försvarsmakten en befattning inom armén. Befattningen innebär att i krig vara skytt eller förare i en enhet utrustad med stridsfordon 90, pansarbandvagn 501 eller pansarbandvagn 302.